# Castelul Carlow
Castelul Carlow (în irlandeză  Caisleán Cheatharlach) este situat lângă râul Barrow în comitatul Carlow, Irlanda. A fost construit între 1207 și 1213 și este un monument național al Irlandei.

## Istorie și arhitectură
Cea mai veche atestare scrisă a acestui castel este din 1231, dar nu numește constructorul său. Se presupune că acest castel a fost construit de William Marshal cel Bătrân, în perioada cuprinsă între 1207 și 1213, pe care a petrecut-o în Irlanda. Castelul din Carlow a fost primul de acest fel din Irlanda, un donjon cu turn, unde un imens turn dreptunghiular este înconjurat de patru turnuri mai mici situate în colțurile dreptunghiului. Cu toate acestea, au existat îndoieli că castelul din Carlow a susținut funcția tradițională de donjon, adică să servească drept refugiu ca ultimă speranță. În schimb, s-a abătut în mod intenționat de la standardul contemporan din Anglia și Europa continentală. Castele similare din aceeași perioadă au fost ridicate în Ferns, Lea și Terryglass.
Castelul interior măsura 16 m pe 9,2 m, turnurile aveau un diametru de 4,6 m și zidurile aveau 2,7 m grosime. Castelul interior avea trei etaje și iar pentru etajele superioare s-a folosit lemn. Peretele lung din partea de vest prevedea scări și două latrine. Acesta din urmă indică faptul că spațiul era împărțit. Ușa de la intrare se afla la primul etaj, dar acum este distrusă.
Castelul a fost predat coroanei în 1306, acordat în 1312 lui Thomas Plantagenet, confiscat de coroană în 1537, deoarece proprietarii erau absenți, cumpărați de contele de Thomond în 1616, și a schimbat mai mulți proprietari până când a fost preluat de Oliver Cromwell în 1650, dar ulterior a fost returnat contelui de Thomond. În 1814, castelul a fost în mare parte distrus, în încercarea de a crea mai mult spațiu pentru transformarea într-un azil de nebuni cu ajutorul explozibililor. Doar fațada exterioară a peretelui de vest și a celor două turnuri învecinate au putut fi păstrate.